# Potosia tamayoana
Potosia tamayoana är en orkidéart som beskrevs av Szlach., Mytnik och Piotr Rutkowski. Potosia tamayoana ingår i släktet Potosia och familjen orkidéer. Inga underarter finns listade i Catalogue of Life.